# Carrisi canta Caruso
Carrisi canta Caruso este un album cover lansat în anul 2002 de Al Bano ca un omagiu muzical adus tenorului Enrico Caruso cu care Al Bano cânta în duet virtual în O sole mio. 
Albumul conține 14 melodii: cântece napoletane, arii din opere și vechi romanțe. Acest album a fost premiat cu un disc de aur și unul de platină în Austria și cu premiul "Austrian Award" în cadrul festivalului Amadeus Austrian Music Award 2003 la categoria "Crossover - Album des Jahres" (albumul crossover al anului).

## Track list
1. 'O sole mio  (Eduardo Di Capua, Giovanni Capurro)
2. Recondita armonia  (Giacomo Puccini, Giuseppe Giacosa, Luigi Illica - Arie din opera Tosca)
3. Musica proibita  (Flick Flock, Stanislao Gastaldon)
4. Vieni sul mar  (Aniello Califano rielab. Albano Carrisi, Fabrizio Berlincioni)
5. Vesti la giubba  (Ruggiero Leoncavallo - Arie din opera Paiațe)
6. Torna a Surriento  (Ernesto De Curtis, Giambattista De Curtis)
7. 'O marinariello  (Gennaro Ottaviano, Salvatore Gambardella)
8. Addio alla madre  (Pietro Mascagni, Giovanni Targioni-Tozzetti, Guido Menasci - arie din opera Cavaleria rusticană)
9. Core 'ngrato  (Riccardo Cordiffero, Salvatore Cardillo)
10. 'O paese d'o sole  (Libero Bovio, Vincenzo D'Annibale)
11. Fenesta ca lucive  (popolare - rielab. Albano Carrisi, Fabrizio Berlincioni)
12. La donna è mobile  (Giuseppe Verdi, Francesco Maria Piave - Arie din opera Rigoletto)
13. Marechiare  (Francesco Paolo Tosti, Salvatore Di Giacomo)
14. 'O sole mio (duet cu Enrico Caruso)  (Eduardo Di Capua, Giovanni Capurro)